# 量筒

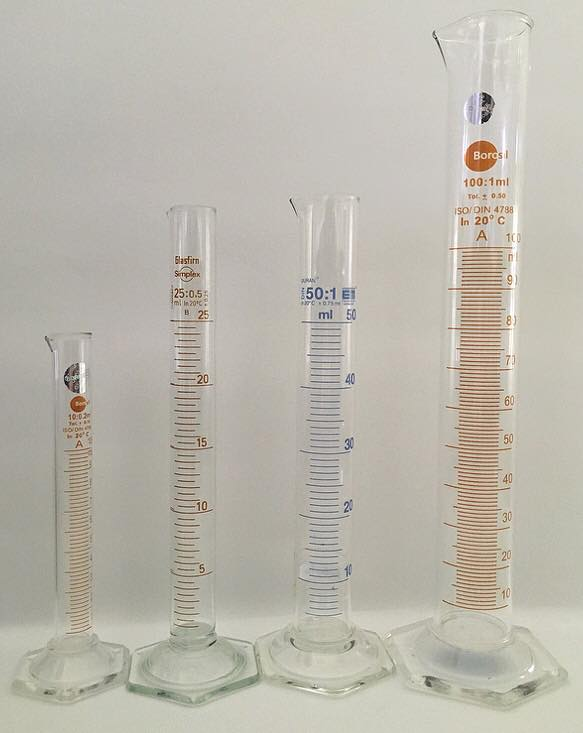
从左到右规格分别为10mL、25mL、50mL和100mL的普通量筒

量筒是实验室里一种常见的用来测量液体体积的量器，圓筒壁上刻有容積量程，供使用者讀取體積。最大衡量容積從幾毫升到幾升。筒壁自下而上印有刻度，不同規格的量筒擁有不同的分度值。主要由玻璃制作，也有一部分是由塑料制作。用途是按体积定量量取液体，但不可在量筒裡混合試劑、進行化學反應。量筒可按造型分为普通量筒和具塞量筒两种。

## 造型

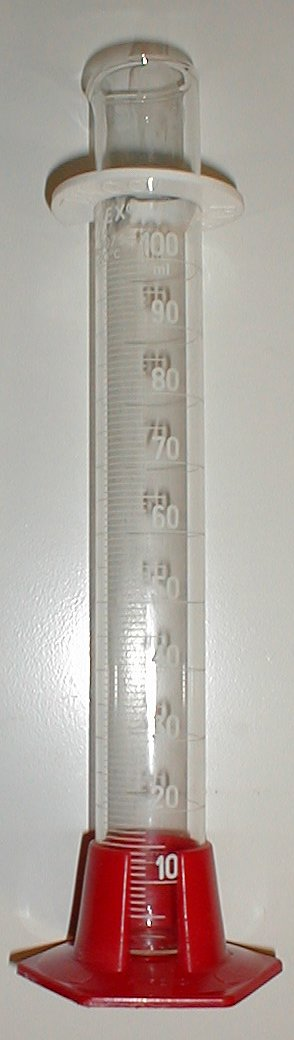
玻璃量筒,白色塑料环在不慎碰倒的情况下可以保护上沿不被碰碎

大型量筒通常是由聚丙烯制作的，因为聚丙烯具有较强的抗性和较高的透明度。对比于玻璃材质的量筒，聚丙烯量筒质量较轻且不易碎。频繁地使用高压釜对聚丙烯量筒进行消毒，量筒的精确度会受到影响，甚至会变形和毁坏。因为高压釜内的温度能够达到121 °C（250 °F）左右，而典型的商用级聚丙烯在177 °C（351 °F）左右会熔化。

## 使用方法

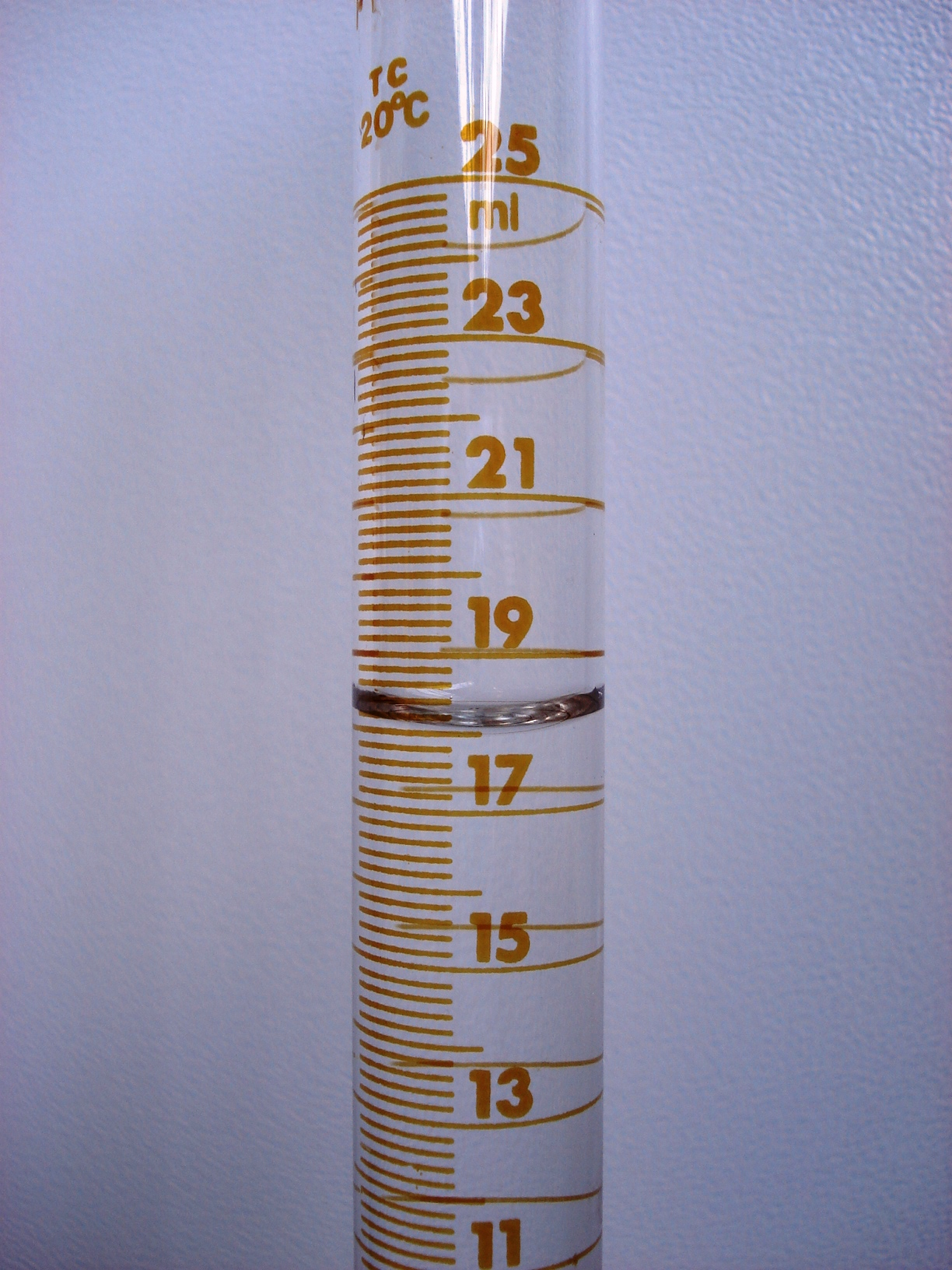
含有18mL水的25mL量筒

量筒经常用来测量液体的体积，与烧杯和烧瓶相比，量筒能够精确地测量出液体体积，但移液管能够更加精确地测量。在进行定量实验时，则会使用精确度较高的容量瓶或移液管。量筒有时也可以通过排液法来测量固体的体积。
使用前必须清洗，待干燥后，注入溶液时将溶液注至适当的低于所需容量的刻度线上，使用胶头滴管定容。溶液从筒中倾出时要慢慢从嘴倾出，最后将筒口与承受器壁相接触，以移出最后的溶液。
有时在使用前量筒未完全干燥，你可以使用吸水纸擦干，步骤是：取一块长度长于量筒的吸水纸，将其折叠多次，直到可以插入量筒内，然后插入量筒，上下移动数次以吸收量筒内表面的液体。不要试图使用压缩空气去干燥量筒，水不会很快蒸发，而且压缩空气中带有少量油。

## 读数
量筒有单刻度类型和双刻度类型，前者比较常见。单刻度的量筒刻度数值自下而上增加，可以读出注入量筒的液体的体积。双刻度量筒则增加一列自上而下数值增加的刻度，既可读出注入量筒的液体的体积，也可读出倒出量筒液体的体积。量筒没有零刻度线，而且底部刻度不连续，即量筒的刻度并非从零开始。
在读数时，应將量筒放置于水平的桌面上，保持视线水平，读取液体凹液面的最底端或凸液面的最顶端所对应的刻度。如果仰视读数，会使结果比实际值偏小；如果俯视读数，会使结果比实际值偏大。

## 规格
普通量筒的规格及参考尺寸如下表所示：
| 标称容量/mL | 最小分度/mL | 筒身内径/mm | 底座直径/mm | 全高/mm |
| ----------- | ----------- | ----------- | ----------- | ------- |
| 5           | 0.1         | 12          | 28          | 110     |
| 10          | 0.2         | 13          | 36          | 135     |
| 25          | 0.5         | 18          | 40          | 160     |
| 50          | 1           | 23          | 46          | 195     |
| 100         | 1           | 28          | 58          | 250     |
| 250         | 5           | 40          | 70          | 300     |
| 500         | 5           | 52          | 85          | 350     |
| 1000        | 10          | 65          | 100         | 430     |
| 2000        | 20          | 84          | 120         | 500     |

具塞量筒的规格及参考尺寸如下表所示：
| 标称容量/mL | 最小分度/mL | 筒身内径/mm | 底座直径/mm | 全高/mm |
| ----------- | ----------- | ----------- | ----------- | ------- |
| 5           | 0.1         | 12          | 28          | 125     |
| 10          | 0.2         | 13          | 36          | 150     |
| 25          | 0.5         | 18          | 40          | 180     |
| 50          | 1           | 23          | 46          | 215     |
| 100         | 1           | 28          | 58          | 270     |
| 250         | 5           | 40          | 70          | 320     |
| 500         | 5           | 52          | 85          | 380     |
| 1000        | 10          | 65          | 100         | 460     |
| 2000        | 20          | 84          | 120         | 530     |

A为普通量筒，B为具塞量筒

可见，相同标称容量的量筒，具塞量筒的高度要高于普通量筒。

## 用途
广泛应用于科研、大专院校、医疗卫生、工矿企业等单位的化验室，作量取各种不同体积的液体之用，或对不规则的固体物质，作体积计算用，有时也可作玻璃筒或接收器之用，具塞量筒主要是用于易挥发液体的计量，或作溶液的稀释配置之用。任何量筒都是作为计量液体体积之用，切勿用于贮藏液体，因酸液或碱液对玻璃都有侵蚀作用。
但在做大象牙膏这个趣味性化学实验时，为了达到明显的喷出型效果，需要在狭长的容器中进行，这时候量筒就是一个很理想的反应容器。但这实际上并不是一个很规范的做法。因为该反应是放热反应，在量筒中进行该反应会对量筒的准确度造成影响。